# Cantonul Sarralbe
Cantonul Sarralbe este un canton din arondismentul Sarreguemines, departamentul Moselle, regiunea Lorena, Franța.

## Comune
| Comune                  | Populație (1999) | Cod poștal | Cod INSEE |
| ----------------------- | ---------------- | ---------- | --------- |
| Ernestviller            | 506              | 57510      | 57197     |
| Hazembourg              | 111              | 57430      | 57308     |
| Hilsprich               | 907              | 57510      | 57325     |
| Holving                 | 1.244            | 57510      | 57330     |
| Kappelkinger            | 404              | 57430      | 57357     |
| Kirviller               | 148              | 57430      | 57366     |
| Le Val-de-Guéblange     | 868              | 57430      | 57267     |
| Nelling                 | 292              | 57670      | 57497     |
| Puttelange-aux-Lacs     | 3.129            | 57510      | 57556     |
| Rémering-lès-Puttelange | 1.144            | 57510      | 57571     |
| Richeling               | 352              | 57510      | 57581     |
| Saint-Jean-Rohrbach     | 1.003            | 57510      | 57615     |
| Sarralbe                | 4.547            | 57430      | 57628     |
| Willerwald              | 1.527            | 57430      | 57746     |